# Arthur Wood
Arthur Wood (Heckmondwike, Yorkshire, 24 januari 1875 – Londen, 18 januari 1953) was een Brits componist, dirigent en organist. Hij werd in het Verenigd Koninkrijk beroemd omdat hij de herkenningsmelodie Barwick Green van de Serie The Archers op BBC Radio 4 componeerde. 

## Levensloop
Wood werd geboren in een muzikale familie. Zijn vader was violist in het plaatselijke amateurorkest en zo kreeg Arthur als klein jongetje al vioolles, maar ook lessen voor fluit en piccolo. In 1882 vertrok de familie naar Harrogate in Yorkshire. Van Arthur Brookes, een lid van het plaatselijke kuuroordorkest, kreeg hij verdere lessen voor fluit. Op 14-jarige leeftijd werd hij organist van de St Paul's Presbyterian Church in Harrogate. Op 16-jarige leeftijd werd hij lid van het stedelijk orkest van Harrogate en speelde daar fluit en piano en werd al spoedig 2e dirigent naast J. Sidney Jones, de chef-dirigent van dit orkest. Later wisselde Wood naar het stedelijk orkest van Bournemouth in Dorset en speelde onder de leiding van Dan Godfrey. 
Het was zijn doel om zelf een orkest te dirigeren. In 1903 werd hij, op 28-jarige leeftijd, dirigent van het orkest van Terry's Theatre in Londen. Daarmee was hij toen de jongste muziekdirecteur van een orkest in de metropool Londen. Later had hij ook nog engagementen bij het Apollo Theatre, het Shaftesbury Theatre, waar hij van 1908 tot 1917 werkzaam was, His Majesty's Theatre van 1922 tot 1926 en het Theatre Royal, Drury Lane. Meer dan 30 jaar was hij dirigent van Londense theaterorkesten. 
Als componist schreef hij voor verschillende media, alhoewel hij meestal als componist autodidact was.

## Composities

### Werken voor orkest
- 1902 Three Old Dances
  1. True Hearts
  2. Forget-Me-Not
  3. Gaiety
- 1937 Widow Malone, suite
- 1948 Concertino in A-groot, voor fluit en orkest
- A Lancashire Clog Dance
- Ballerina Suite
- Barnsley Fair, Yorkshire rhapsodie
- Coquetterie
- Fairy Dreams
- Fiddlers Three
- Merriment, voor piccolo en orkest
- Moorland Fiddlers
- My Native Heath, suite voor orkest
  1. Knaresborough Status (Hiring Fair)
  2. Ilkley Tarn (Dance of the Sprites)
  3. Bolton Abbey (Slow Melody)
  4. Barwick Green (titelmelodie van de serie The Archers op BBC Radio 4)
- On The Moor
- Oriental Scene
- Shipley Glen, ouverture
- The Arcadians, ouverture
- Three Mask Dances
- Three More Dale Dances
- Too Many Girls
- Yorkshire Moors Suite
- You Can't Keep Still, one-step voor viool solo (of: cello) en orkest

### Werken voor harmonieorkest en brassband
- 1916 Three Dale Dances, voor harmonieorkest
- All Clear, mars voor brassband
- Beginners Please!, ouverture voor harmonieorkest
- Royal Progress, mars voor brassband
- The Mousme, ouverture voor harmonieorkest

### Muziektheater
- 1918 Petticoat Fair, musical
- 1918 Fancy Fair
- Yvonne, musical

- International Standard Name Identifier: 0000 0003 8547 8048
- Library of Congress Control Number: n2001065000
- MusicBrainz: 497b154f-58e6-41c1-970c-1d71a3e9f473
- Trove: 1529517
- Virtual International Authority File: 91604347
- WorldCat: E39PCjK9kHrjMxHDTw6rmJc773